# Jean-Joseph Sanfourche
Jean-Joseph Sanfourche, kallad Sanfourche, född 25 juni 1929 i Bordeaux, död 13 mars 2010 i Saint-Léonard-de-Noblat, var en fransk målare, poet, tecknare och skulptör.
Han praktiserade art brut (särlingskonst) och var vän till Gaston Chaissac, Jean Dubuffet och Robert Doisneau, med vilka han upprätthöll korrespondens.